# Premio Aurelio Espinosa Pólit
El Premio Nacional de Literatura Aurelio Espinosa Pólit es un premio literario en las categorías de poesía, ensayo, cuento, novela , y teatro entregado a escritores ecuatorianos por la Escuela de Lengua y Literatura de la Pontificia Universidad Católica del Ecuador. Cada año la convocatoria cambia el género de la competición y de no encontrarse una obra que cumpla con los requisitos el premio puede ser declarado desierto. Ningún autor pude ganar dos veces en la misma categoría, pero si puede ganar en categorías distintas. Ha sido declarado desierto en diez ocasiones, de ellas la categoría teatro con cinco es la que mayor número de suspensiones tiene y en 1998 no se convocó para reformar los reglamentos. 
Muchos de los escritores más destacados del país han ganado el certamen, siendo este premio junto al Premio Eugenio Espejo los más importantes de las letras en el Ecuador.

## Galardonados
| Año  | Género | Escritor                                                            | Obra                                                                |
| ---- | ------ | ------------------------------------------------------------------- | ------------------------------------------------------------------- |
| 1975 | Novela | Iván Egüez                                                          | La Linares                                                          |
| 1976 | Novela | Jorge Dávila Vázquez                                                | María Joaquina en la vida y en la muerte                            |
| 1977 |        | Concurso declarado desierto por el jurado                           | Concurso declarado desierto por el jurado                           |
| 1978 | Teatro | Carlos Benavides Vega                                               | La herida de Dios                                                   |
| 1979 | Poesía | Julio Pazos Barrera                                                 | La ciudad de las visiones                                           |
| 1980 | Cuento | Jorge Dávila Vázquez                                                | Este mundo es el camino                                             |
| 1981 | Novela | Concurso declarado desierto por el jurado                           | Concurso declarado desierto por el jurado                           |
| 1982 | Ensayo | Concurso declarado desierto por el jurado                           | Concurso declarado desierto por el jurado                           |
| 1983 | Poesía | Iván Carvajal Aguirre                                               | Parajes                                                             |
| 1984 | Teatro | Concurso declarado desierto por el jurado                           | Concurso declarado desierto por el jurado                           |
| 1985 | Cuento | Rafael Díaz Ycaza                                                   | Prometeo el joven y otras marisquetas                               |
| 1986 | Novela | Concurso declarado desierto por el jurado                           | Concurso declarado desierto por el jurado                           |
| 1987 | Teatro | Eliécer Cárdenas                                                    | Morir en Vilcabamba                                                 |
| 1988 | Poesía | Concurso declarado desierto por el jurado                           | Concurso declarado desierto por el jurado                           |
| 1989 | Novela | Natasha Salguero                                                    | Azulinaciones                                                       |
| 1990 | Cuento | Juan Manuel Rodríguez López                                         | Fricciones                                                          |
| 1991 | Poesía | Jorge Martillo                                                      | Fragmentarium                                                       |
| 1992 | Teatro | Concurso declarado desierto por el jurado                           | Concurso declarado desierto por el jurado                           |
| 1993 | Cuento | Huilo Ruales Hualca                                                 | Fetiche y Fantoche                                                  |
| 1994 | Novela | Concurso declarado desierto por el jurado                           | Concurso declarado desierto por el jurado                           |
| 1995 | Teatro | Concurso declarado desierto por el jurado                           | Concurso declarado desierto por el jurado                           |
| 1996 | Poesía | Concurso declarado desierto por el jurado                           | Concurso declarado desierto por el jurado                           |
| 1997 |        | Concurso declarado desierto por el jurado                           | Concurso declarado desierto por el jurado                           |
| 1998 |        | No sé convocó el premio a fin de reformar sus reglamentos           | No sé convocó el premio a fin de reformar sus reglamentos           |
| 1999 | Cuento | Raúl Vallejo                                                        | Huellas de amor eterno                                              |
| 2000 | Novela | Marcelo Lalama                                                      | Los Nazarenos                                                       |
| 2001 | Ensayo | Cristina Burneo                                                     | El sueño de Pierre Menard                                           |
| 2002 | Poesía | Paúl Puma                                                           | Felipe Guamán Poma de Ayala                                         |
| 2003 | Teatro | Roberto Sánchez Cazar                                               | Que no haya pena                                                    |
| 2004 | Cuento | Gabriela Fernández Argüello                                         | La noche de Eva                                                     |
| 2005 | Novela | Lucrecia Maldonado                                                  | Salvo el calvario                                                   |
| 2006 | Teatro | Concurso declarado desierto por el jurado                           | Concurso declarado desierto por el jurado                           |
| 2007 | Poesía | Carlos Vallejo                                                      | La orilla transparente                                              |
| 2008 | Cuento | Elking Araujo                                                       | Al pie de la letra                                                  |
| 2009 | Novela | Hans Behr                                                           | Acaso si lloviese                                                   |
| 2010 | Ensayo | María Helena Barrera                                                | Merton y Ecuador-La búsqueda del país secreto                       |
| 2011 | Teatro | Concurso declarado desierto por el jurado                           | Concurso declarado desierto por el jurado                           |
| 2012 | Poesía | Marcelo Báez                                                        | El mismo mar de todas Las Habanas                                   |
| 2013 | Cuento | Ana Estrella Santos                                                 | La curiosidad mató al alemán                                        |
| 2014 | Novela | Luis Borja Corral                                                   | Pequeños palacios en el pecho                                       |
| 2015 | Ensayo | Santiago Peña Bossano                                               | Estética de la indolencia                                           |
| 2016 | Poesía | Andrea Crespo                                                       | Registro de La Habitada                                             |
| 2017 | Novela | Roberto Ramírez Paredes                                             | No somos tu clase de gente                                          |
| 2018 | Cuento | Alexis Zaldumbide                                                   | Habitaciones con música de fondo                                    |
| 2019 | Ensayo | Josué Augusto Durán                                                 | Minutas de bulla                                                    |
| 2021 | Poesía | Juan José Rodinás                                                   | Fantasías animadas de ayer y alrededores                            |
| 2022 | Novela | Juan Pablo Castro                                                   | Mizuko: los niños del agua                                          |
| 2023 | Cuento | Varios ganadores, edición dirigida a escritores menores de 25 años. | Varios ganadores, edición dirigida a escritores menores de 25 años. |
| 2024 | Poesía | César Eduardo Carrión                                               | Galería de lugares comunes                                          |